# Общество Рамакришны

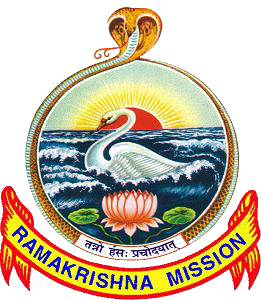
Эмблема Миссии Рамакришны

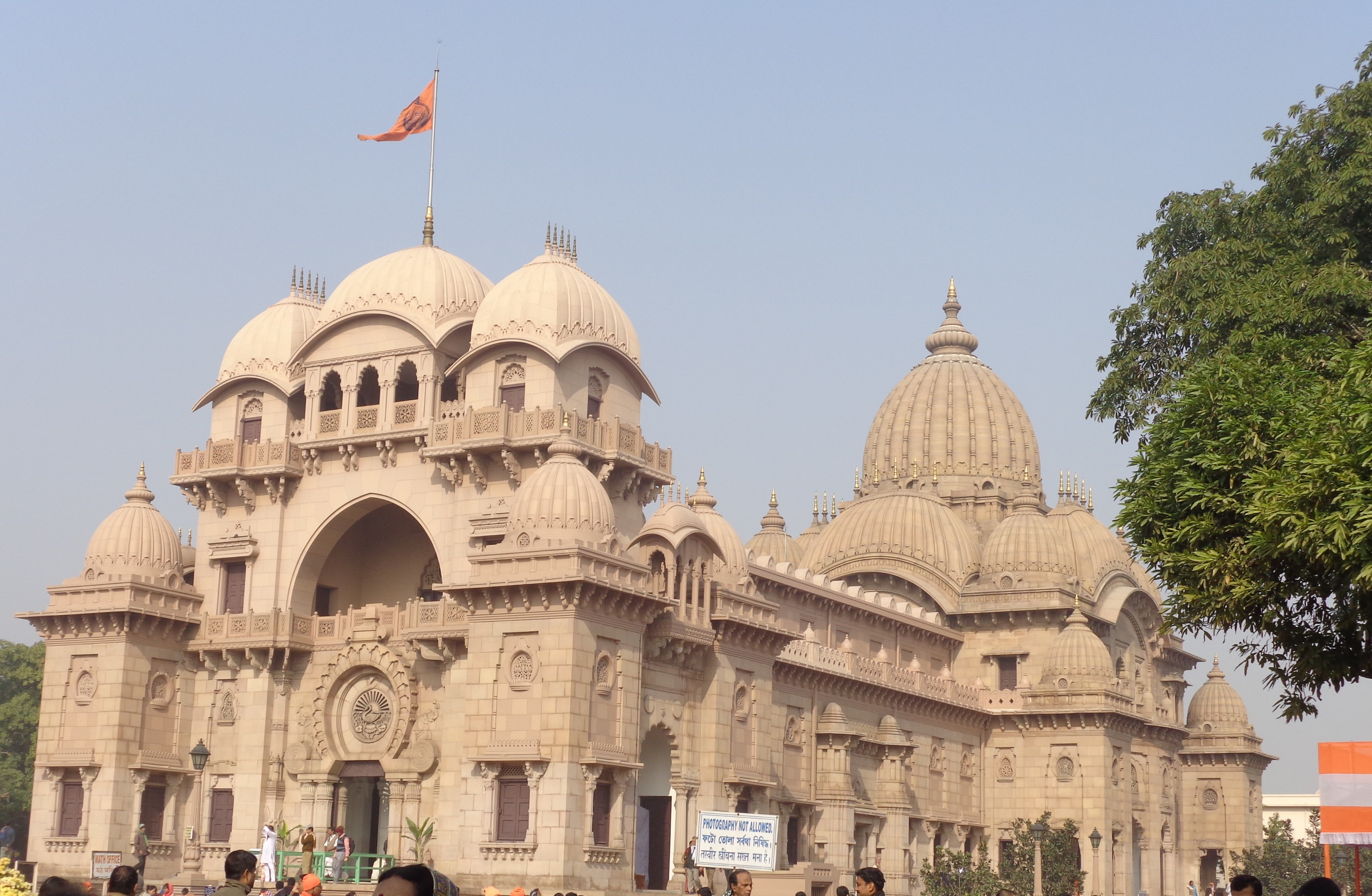
Белур матх

Общество Рамакришны — всемирное неоиндуистское неоведантистское духовное объединение, известное как «Движение Рамакришны», или «Движение Веданты», основанное в 1897 году индийским философом и общественным деятелем Свами Вивеканандой (1863—1902). Целью миссии является распространение и практическое претворение учения Рамакришны (1836—1886). Общество состоит из Миссии Рамакришны (англ. Ramakrishna Mission) и монашеского Ордена Рамакришны (англ. Ramakrishna Math) — монахов нового типа, активно работающих в миру при оказании помощи пострадавшим от стихийных бедствий, среди обитателей трущоб и неприкасаемых, медицинском обеспечении нуждающихся. Ведётся обширная издательская деятельность. Несмотря на свой неоиндуизм, Общество сохраняет традиционный тип организации. Среди многих религиозных организаций Индии Общество Рамакришны пользуется особым уважением.
Руководство Общества находится в монастыре Белур матх (Западная Бенгалия, Индия). К 2017 году было основано 187 миссионерских центра, как в самой Индии, так и за рубежом (в основном в Бангладеш и США, 2 в России).